# Televizier–Batavus

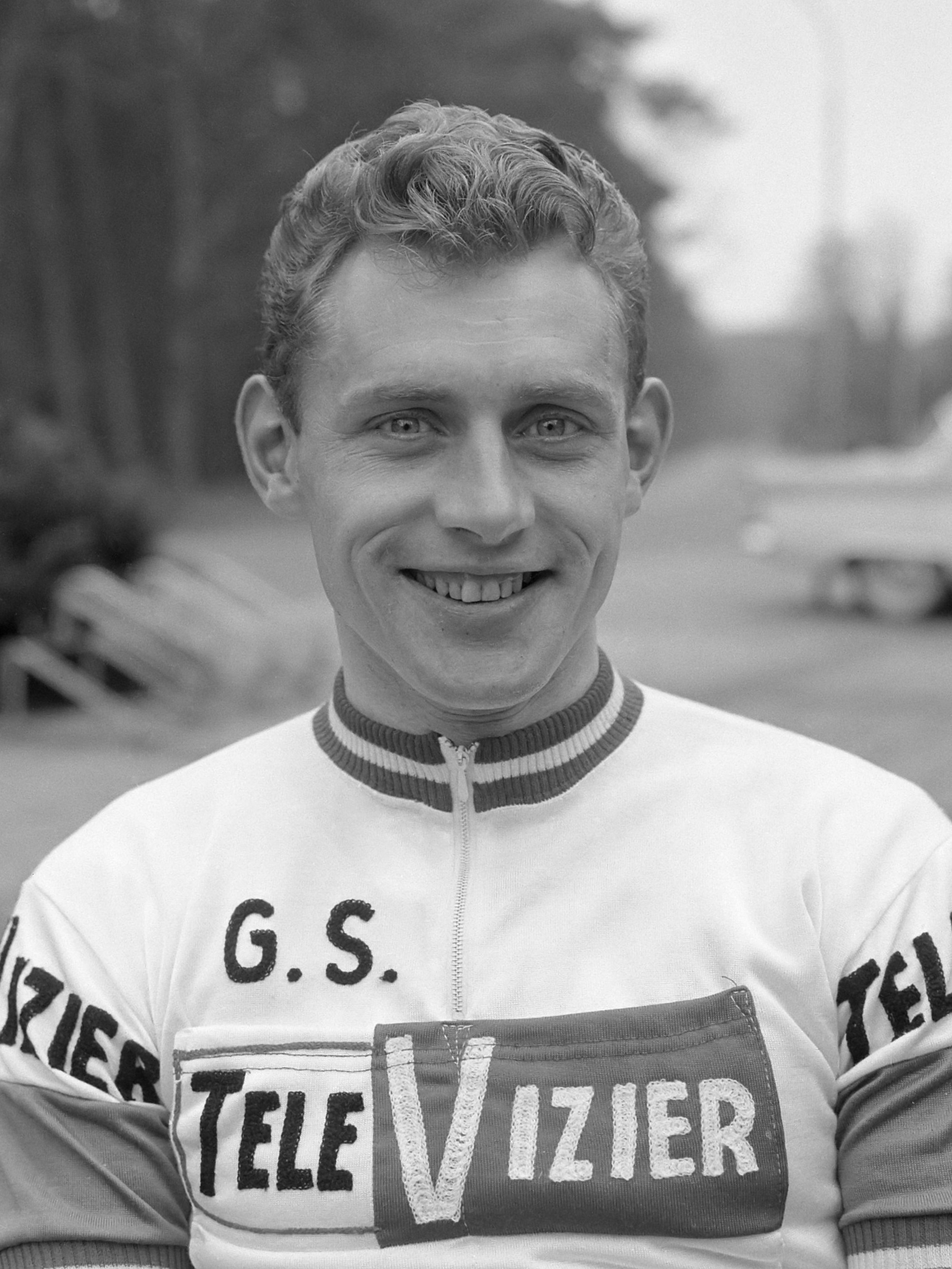
Henk Nijdam bei der Tour de France 1964

Televizier–Batavus oder Televizier war ein niederländisches professionelles Radsportteam, das von 1964 bis 1967 bestand.

## Geschichte
Das Team wurde 1964 unter der Leitung von Kees Pellenaars gegründet. Neben den Siegen konnte das Team den 12. Platz bei der Tour de Suisse erzielen. 1965 erwirkte das Team zweite Plätze  bei der Lombardei-Rundfahrt und bei der Niederlande-Rundfahrt, Platz 4 bei Rund um den Henninger Turm, Platz 6 bei Paris-Luxemburg Platz 7 bei der Trofeo Baracchi, Platz 8 bei der La Flèche Wallonne und Platz 10 bei Paris-Nizza. 1966 konnte das Team neben den zahlreichen Tageserfolgen bei der Vuelta a España und der Tour de France wurde noch der Gewinn der Punktewertung und Platz 8 in der Gesamtwertung der Vuelta a España sowie Platz 2 bei Paris-Luxemburg erreicht. In der Saison 1967 wurde wieder einige Etappensiege bei der Vuelta a España errungen sowie Platz 2 beim Scheldeprijs, dritte Plätze beim GP Alghero und Giro di Sardegna, Platz 5 in der Gesamtwertung der Vuelta, Platz 7 bei Paris-Tours und Platz 10 bei der Flandern-Rundfahrt. Nach der Saison 1967 wurde das Team aufgelöst.
Hauptsponsor war von 1964 bis 1967 ein gleichnamiges, niederländisches TV-Programmmagazin. Von 1966 bis 1967 war ein niederländischer Radhersteller Co-Sponsor.

## Erfolge
1964
- eine Etappe Tour de France
- Dwars door Vlaanderen
- Vier-Kantone-Rundfahrt
- eine Etappe Vier Tage von Dünkirchen

1965
- drei Etappen Tour de France
- Flandern-Rundfahrt
- Paris-Tours
- Tour du Condroz
- Omloop van Oost-Vlaanderen
- Belgien-Rundfahrt
- drei Etappen Niederlande-Rundfahrt
- eine Etappe Paris-Nizza
- Grote 1-MeiPrijs

1966
- fünf Etappen Tour de France
- neun Etappen und  Punktewertung Vuelta a España
- drei Etappen Critérium du Dauphiné
- Nationale Sluitingsprijs
- Critérium des As
- eine Etappe Paris–Luxemburg
- GP Stad Zottegem

1967
- acht Etappen Vuelta a España
- eine Etappe Tour de Suisse
- Omloop Mandel-Leie-Schelde Meulebeke

## Bekannte ehemalige Fahrer
- Piet van Est (1964)
- Rik Wouters (1964–1966)
- Gerben Karstens (1965–1967)